# Tři Bubny

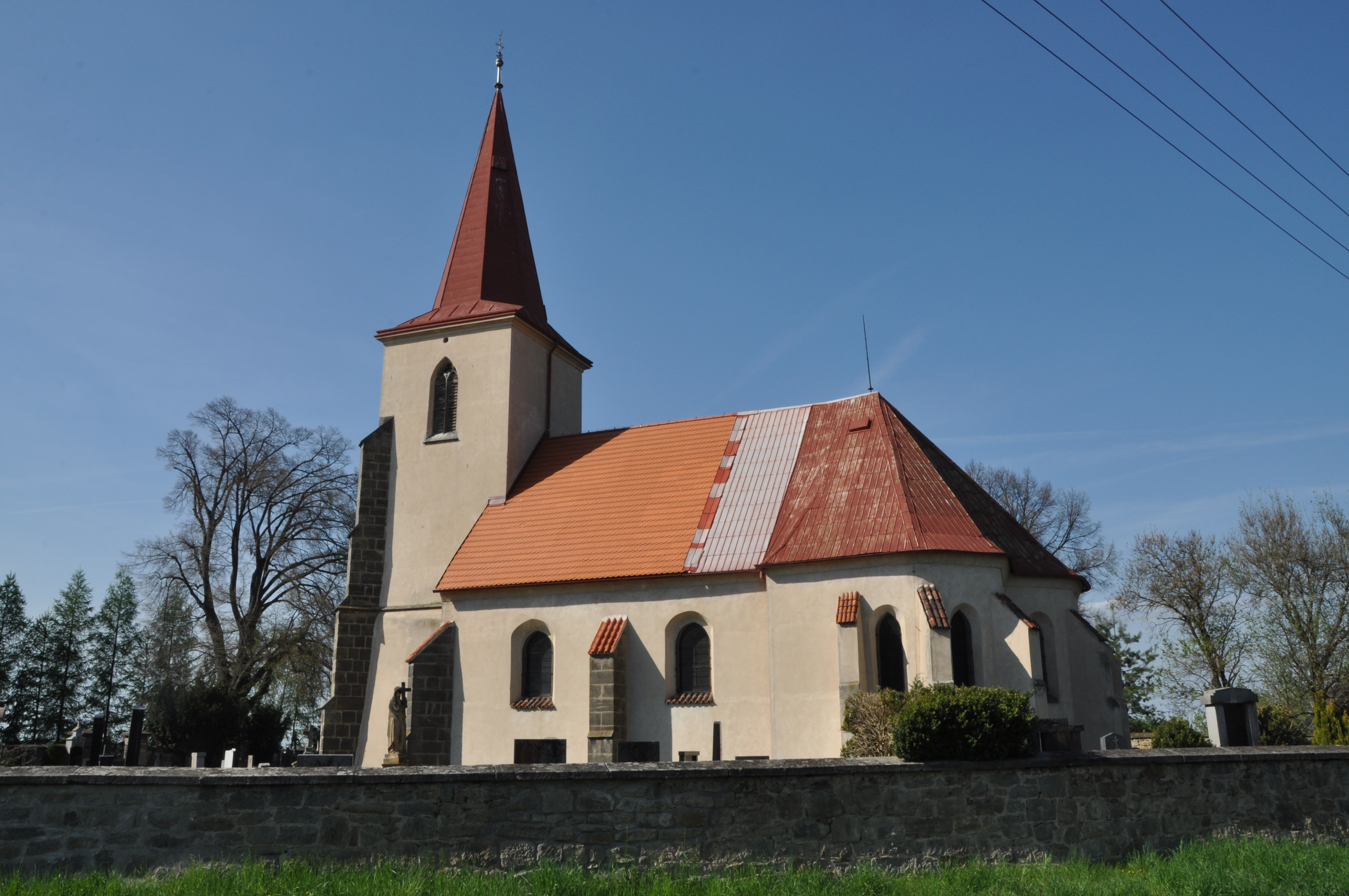
Kirche St. Georg

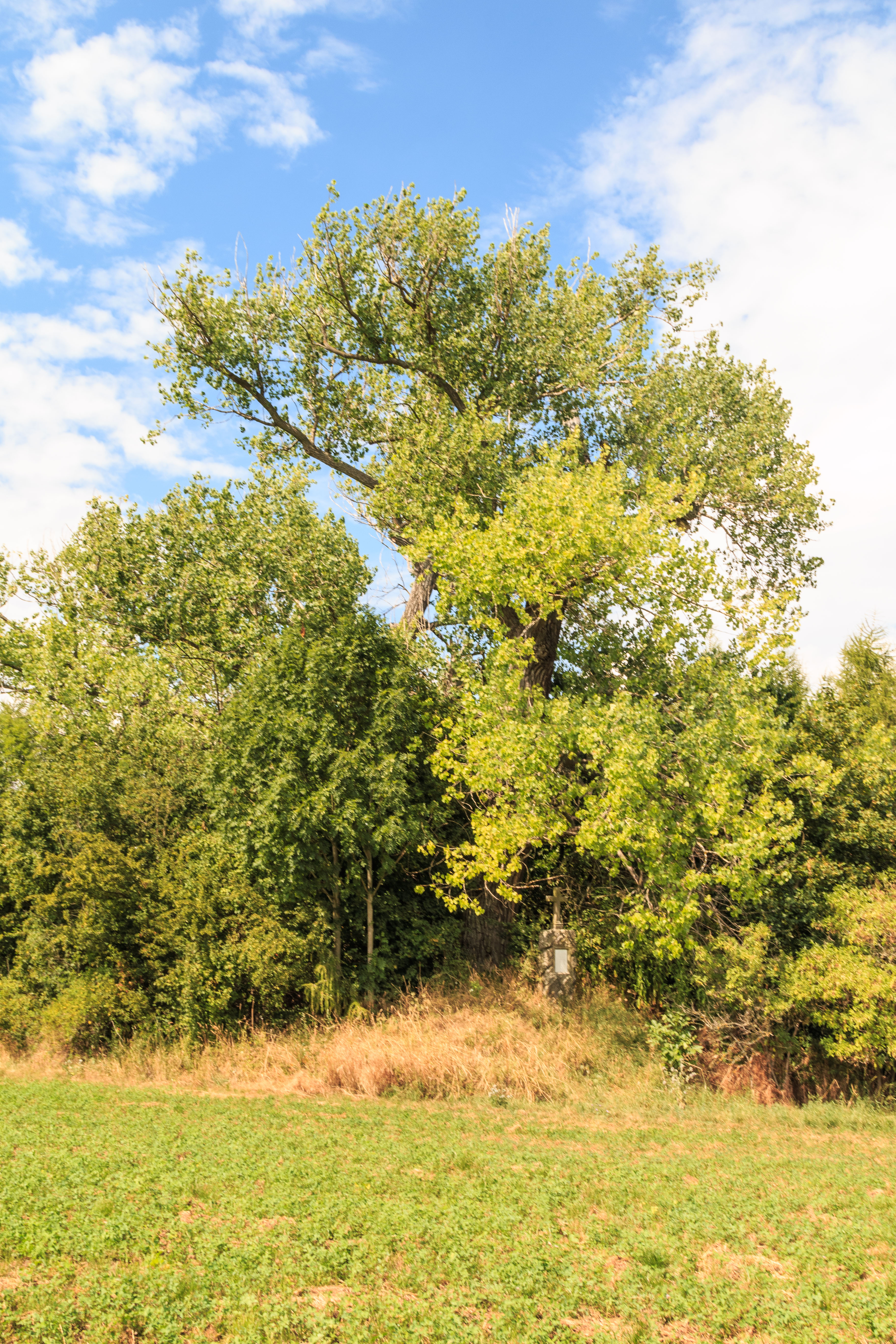
Feldschanzen

Tři Bubny, bis 1980 Tři Bubny t. Svatý Jiří (deutsch Dreitrommeln), ist ein Ortsteil der Gemeinde Orel in Tschechien. Der Weiler liegt fünf Kilometer südöstlich des Stadtzentrums von Chrudim und gehört zum Okres Chrudim.

## Geographie
Tři Bubny befindet sich auf der gleichnamigen Anhöhe (303 m n.m.) um die Kirche St. Georg auf der Hrochotýnecká tabule (Hrochow-Teinitzer Tafel). Im Ort kreuzen sich die Straßen zwischen Chrudim und Rosice sowie zwischen Kočí und Orel. Südöstlich der Kirche sind Feldbefestigungen aus dem Bayerischen Erbfolgekrieg erhalten.
Nachbarorte sind Topol und Kočí im Norden, Dolní Bezděkov, Turyň und Nabočany im Nordosten, Honbice und Libanice im Osten, Řestoky und Zaječice im Südosten, Bítovany und Orel im Süden, Slatiňany im Südwesten, Vlčnov und V Lindách im Westen sowie Chrudim II im Nordwesten.

## Geschichte
Der Zeitpunkt der Errichtung der St.-Georgs-Kirche ist nicht überliefert. Die älteste Nachricht über die einsam auf der Höhe stehende Pfarrkirche stammt aus dem Jahre 1349. Seit den Anfängen der schriftlichen Überlieferung über die Feste Orel gehörte die Kirche zu deren Zubehör; die Besitzer des Gutes Orel übten das Kirchenpatronat aus und sind in der Kirche beigesetzt. Seit den Hussitenkriegen hatte die Kirche St. Georg hussitische Pfarrer. Das am Nordhang der St.-Georgs-Höhe gelegene Dorf Kočice wurde 1468 während des Böhmisch-ungarischen Krieges niedergebrannt und erlosch.
Über die Höhe führte eine bedeutsame Straße, auf der Wilhelm Trčka von Lípa mit seinem Heer während des Langen Türkenkrieges 1596 zum Feldzug gegen die Türken aufbrach. Im Zuge der Rekatholisierung nach dem Dreißigjährigen Krieg erlosch die Pfarrei St. Georg. 1683 wurde das Gut Orel mit der Herrschaft Nassaberg vereinigt.
Wahrscheinlich am Übergang vom 17. zum 18. Jahrhundert entstand gegenüber der Kirche ein Wirtshaus, das den Namen Zu den drei Trommeln trug. 1712 findet sich erstmals der Name Tři Bubny/Drei Trommeln für den Weiler.
Nach dem Ausbruch des Bayerischen Erbfolgekriegs ließ Kaiser Joseph II. im Jahre 1778 die Hochfläche mit 6 m hohen Wällen schützen, auf denen hölzerne Palisaden aufgebaut waren. Die Palisaden wurden nach dem Rückzug der Preußen und dem Teschener Frieden rückgebaut. Nach dem Durchzug französischer und russischer Truppen auf der durch Tři Bubny führenden Straße während der Napoleonischen Kriege, erhielt diese den Namen Franzosenstraße.
Im Jahre 1835 bestand das im Chrudimer Kreis gelegene Dorf Drei Trommeln bzw. Tři Bubny aus 2 Häusern, in denen 18 Personen lebten. Der Ort bestand aus der zum Sprengel der Chrudimer Dechantei gehörigen Filialkirche St. Georg, einem Wirtshaus und einem Forsthaus. Pfarrort war Chrudim. Bis zur Mitte des 19. Jahrhunderts blieb Drei Trommeln der Herrschaft Nassaberg untertänig.
Nach der Aufhebung der Patrimonialherrschaften bildete Tři Bubny t. Svatý Jiří ab 1849 einen Ortsteil der Gemeinde vorel im Gerichtsbezirk Chrudim. Ab 1868 gehörte der Weiler zum politischen Bezirk Chrudim. 1869 hatte Tři Bubny t. Svatý Jiří 25 Einwohner. Im Jahre 1900 lebten in dem Weiler 11 Personen, 1910 waren es 9.
1903 erfolgte der Bau der Straße von Orel nach Kočí, dabei wurden große Teile der alten Wälle zerstört. Der Name des Ortsteils wurde Anfang 1981 in Tři Bubny geändert. Beim Zensus von 2001 lebten in den zwei Wohnhäusern von Tři Bubny 6 Personen. Der Weiler besteht aus der Kirche mit Friedhof, einem ehemaligen Hegerhaus, einem Wirtshaus und einigen Wirtschaftsgebäuden.

## Ortsgliederung
Der Ortsteil Tři Bubny ist Teil des Katastralbezirkes Orel.

## Sehenswürdigkeiten
- Kirche des hl. Georg, der seit 1349 nachweisbare Kirchenbau erhielt sein heutiges Aussehen im 19. Jahrhundert beim Umbau durch František Schmoranz[3]
- Feldbefestigungen aus dem Jahre 1778